# Moscheea Națională din Abuja
Moscheea Națională din Abuja este o moschee din orașul Abuja, Nigeria. Aceasta este una dintre cele mai celebre atracți ale orașului și este moschea națională a acestei țări.

## Istorie
Moscheea din Abuja a fost construită în anul 1984 cu scopul de a deveni moschee națională a Nigeriei. Construcția ei a fost finanțată de compania Lodigiani Nigeria Ltd, iar proiectul a fost realizat de către AIM Consultants Ltd. Conform acestui proiect moscheea este una dintre cele mai mari din țară, de formă pătrată, cu patru minarete, un dom auriu, o bibliotecă, o sală de conferințe și o curte spațioasă.
Moscheea este situată pe Bulevardul Independenței din capitala nigeriană, în apropiere de Centrul Național Creștin. Este o moschee deschisă publicului nemusulman, cu excepția perioadei rugăciunilor.

## Galerie de imagini

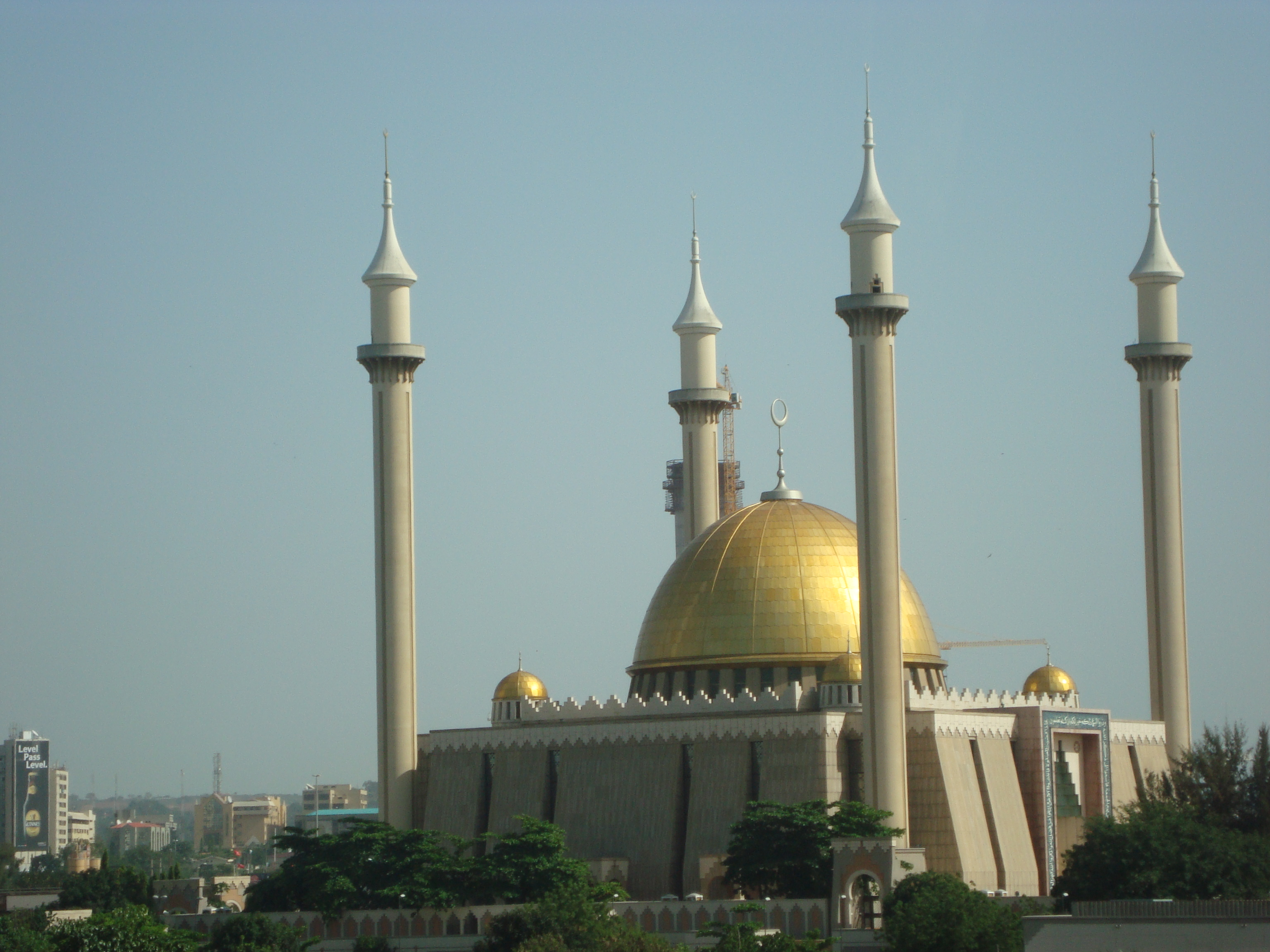
Exterior.
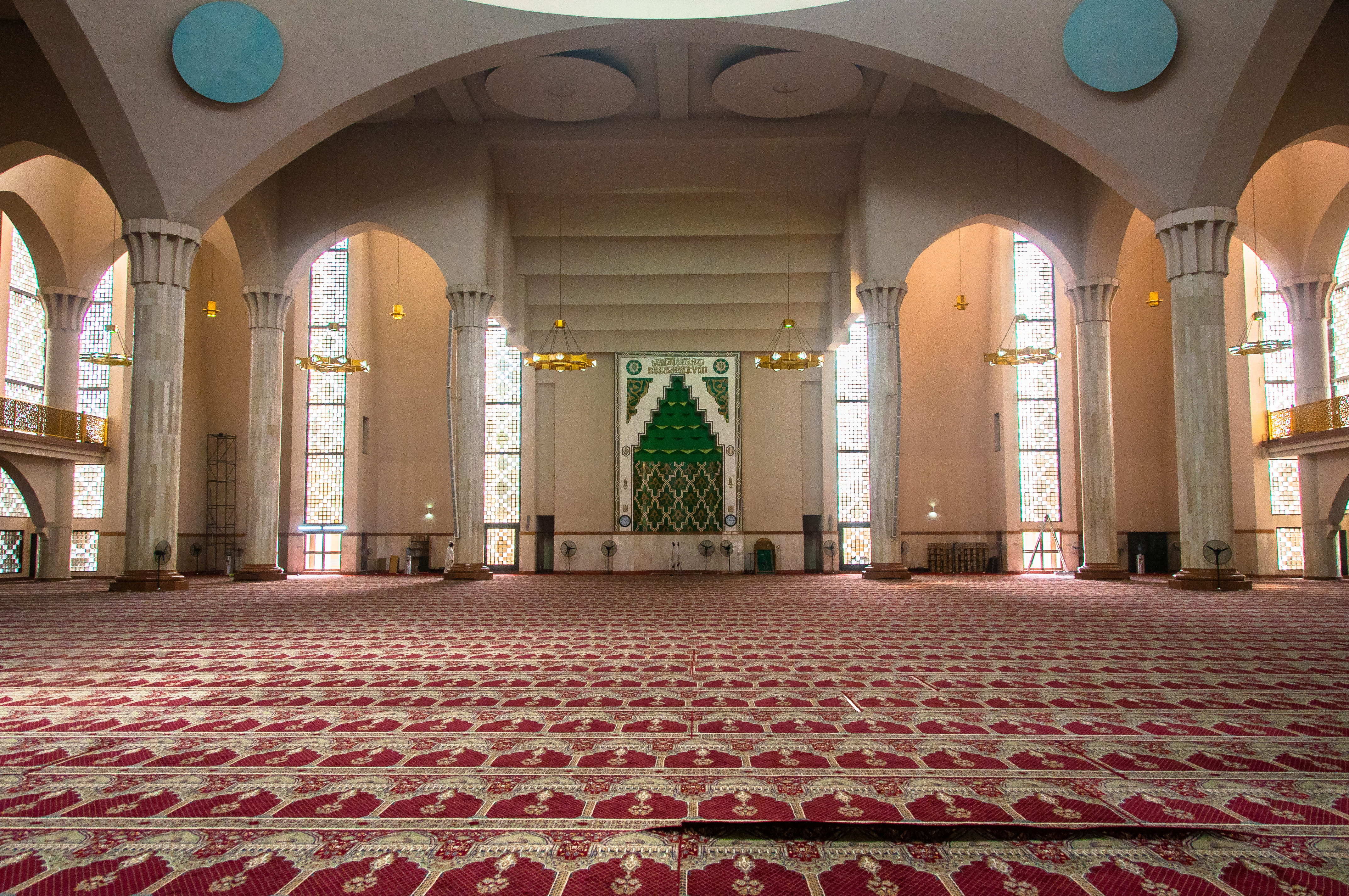
Interior.
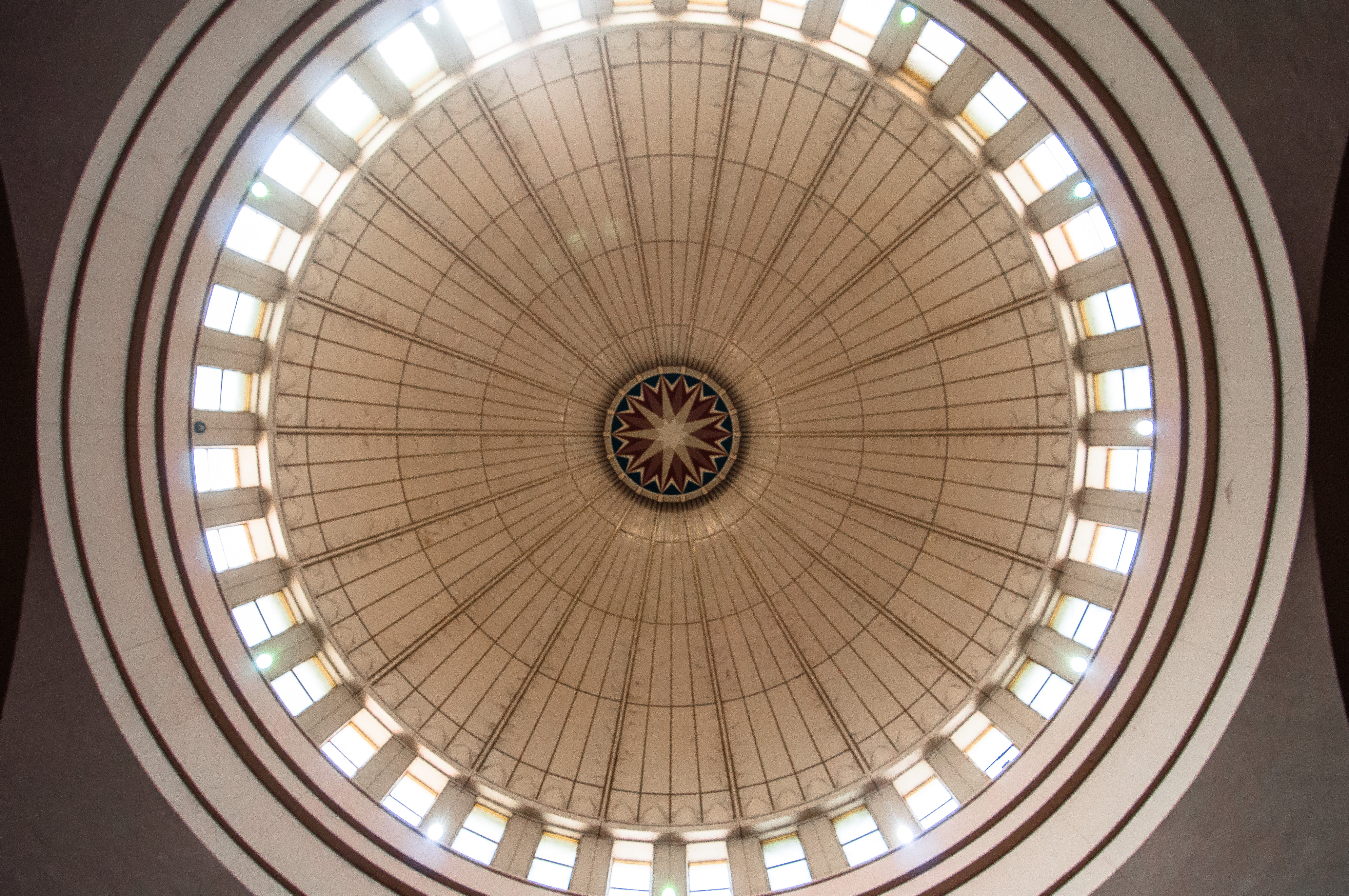
Domul, interior.